# Salsa di pesce di Phú Quốc
La salsa di pesce di Phú Quốc è una varietà di salsa di pesce prodotta nell'isola di Phú Quốc, nel Vietnam sud-occidentale.
Nel 2012 il prodotto ha ottenuto la certificazione europea di Denominazione di origine protetta (DOP).

## Storia

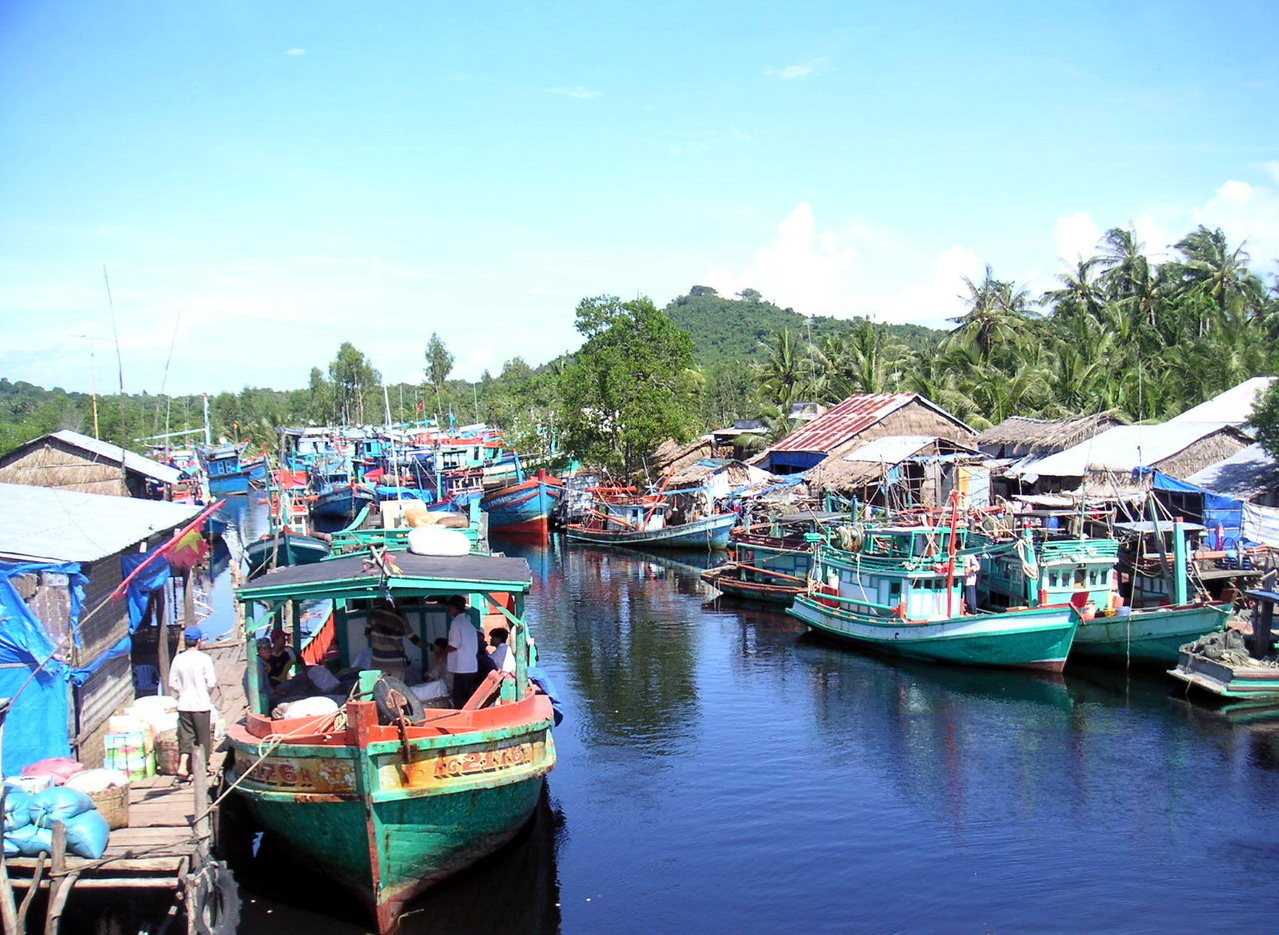
Villaggio di pescatori a Phú Quốc

La salsa di pesce di Phú Quốc, prodotta dalla fermentazione delle acciughe in acqua salata, risale al XIX secolo. Le acque intorno all'isola di origine sono ricche di macroalghe e plancton, che forniscono cibo ai branchi di acciughe. Solamente negli anni 1950 la salsa divenne conosciuta all'esterno dell'isola, raggiungendo il massimo della popolarità tra il 1965 e il 1975. Con l'aumento dei sussidi governativi alle industrie nel periodo dal 1975 al 1985, la locale salsa di pesce artigianale perse quote di mercato a favore dei concorrenti più grandi, ma dagli anni 2000 la popolarità del prodotto autentico Phú Quốc iniziò una ripresa.

## Produzione

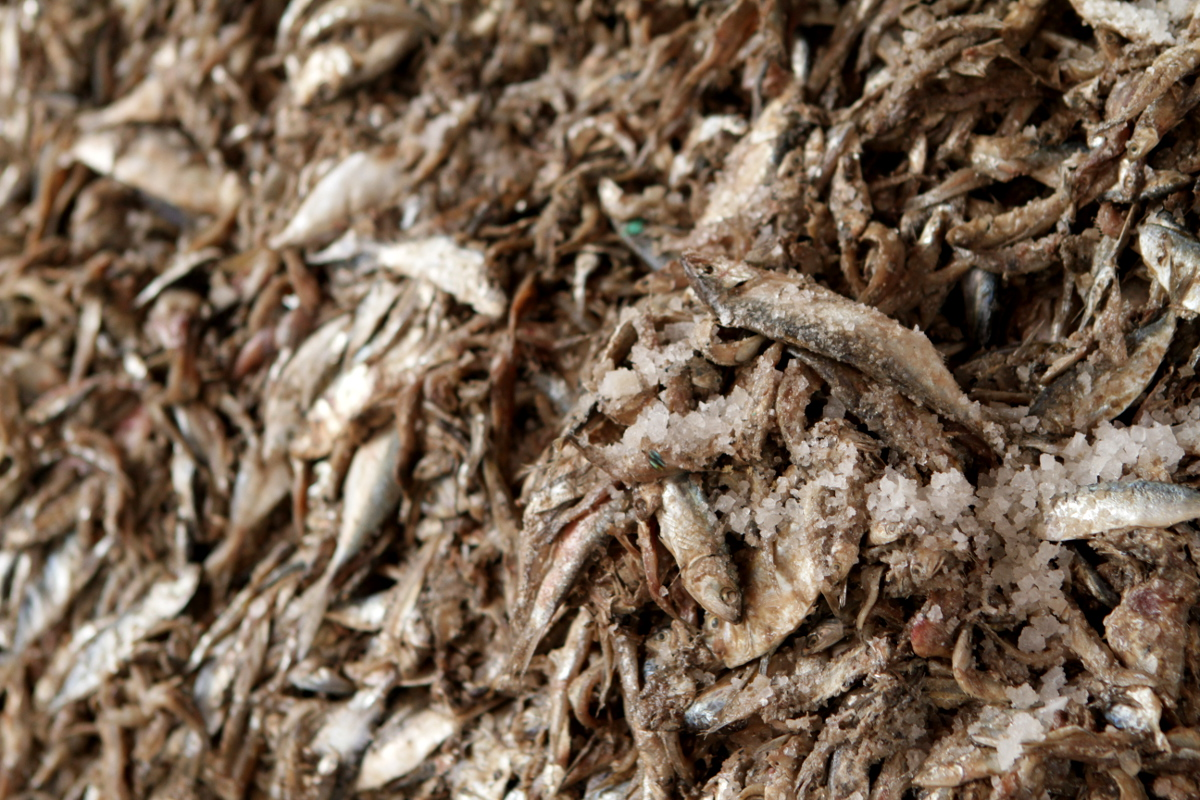
Acciughe sotto sale usate per produrre la salsa di pesce

La salsa di pesce Phu Quoc è ottenuta da acciughe fermentate in salamoia in grandi botti da 1,5 a 3 metri di diametro e da 2 a 4 metri di altezza, contenenti da 7 a 13 tonnellate di prodotto. Le botti sono realizzate in rattan intrecciato probeniente dalle montagne locali, e può essere utilizzato per un massimo di 60 anni.
Mentre la salsa di pesce può essere prodotta con qualsiasi tipo di pesce, quella di Phu Quoc è realizzata esclusivamente con le acciughe pescate nelle acque circostanti l'isola di Phú Quốc, che è l'isola più grande del Vietnam, e le acque territoriali delle province vietnamite di Kien Giang e di Ca Mau. Durante la stagione della pesca (da luglio a dicembre), i pescatori catturano le acciughe con le reti e le mettono immediatamente sotto sale in un rapporto di 3:1 nei serbatoi d'acqua. 

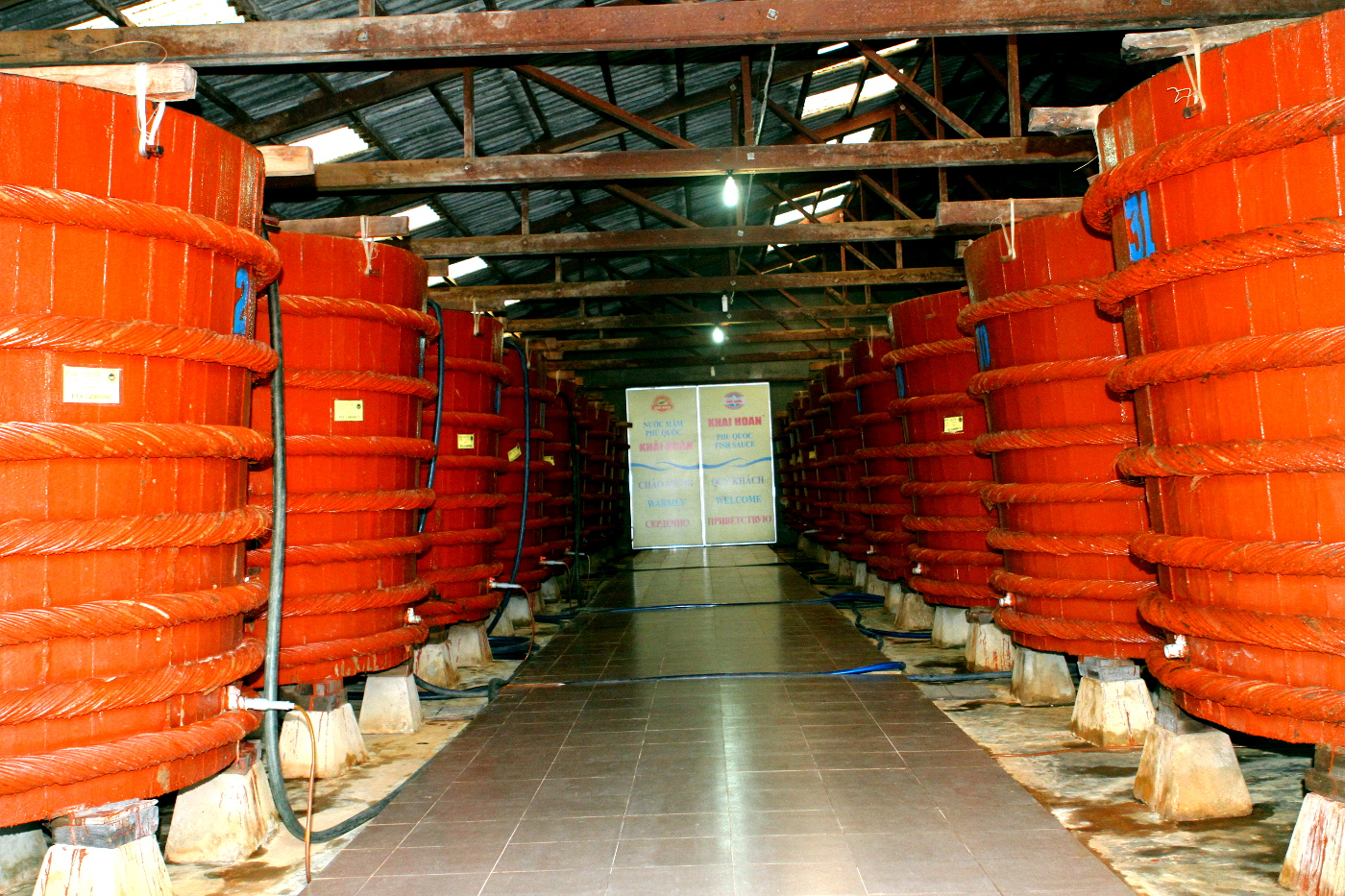
Botti in una fabbrica di salsa di pesce sull'isola di Phu Quoc in Vietnam. Le acciughe salate fermentano per 8-9 mesi per creare una salsa di pesce naturale.

In seguito, il pesce viene trasportato negli impianti di lavorazione del produttore per poi essere messo a macerare in botti di legno. Dopo aver riposto il pesce nelle botti, l'acqua che si forma all’interno viene estratta per circa 3-4 giorni. Dopo questo periodo il produttore dà inizio al processo di pressatura con l’aiuto di assicelle. Alla fine di questo processo, l’acqua estratta viene versata sulle acciughe in modo da ricoprirle completamente. 
Il processo di fermentazione procede naturalmente fino al suo compimento all'interno delle botti per un periodo che varia dai 12 ai 15 mesi. Una volta completato il processo di fermentazione, la salsa di pesce può essere estratta dalle botti come prodotto finito. È possibile ottenere diversi livelli di concentrazione della salsa: estrazione della salsa di pesce di «prima estrazione» e successivamente della salsa formatasi da «fermentazione prolungata». Quando la salsa nelle botti diventa marrone-gialla e emana un buon profumo vuol dire che la fermentazione si è conclusa e la salsa può essere estratta. 
I produttori aprono il tappo della botte per fare scolare la salsa fino allo svuotamento completo. Dopodiché rimuovono il coperchio in legno e lavano la botte con cura prima di richiuderla e versare nuovamente la salsa al suo interno. La salsa viene estratta e riversata nelle botti fino a quando non diventa di un colore tra il rosso e il giallo, chiara e viscosa ma senza torbidità. La salsa di «prima estrazione» può essere estratta ed imbottigliata come prodotto finito quando essa acquisisce un leggero aroma e un sapore pronunciato tipico delle proteine. Per estrarre la salsa di «fermentazione prolungata», è necessario disciogliere il sale in acqua pulita fino alla sua saturazione. 
La salamoia viene versata nelle botti utilizzate in precedenza (da dove è stata presa la salsa di «prima estrazione») seguendo l'ordine dal contenuto più basso a quello più elevato. Al prodotto finale estratto viene dato il nome di: salsa 1 di «fermentazione prolungata». Il processo di estrazione 
della salsa 1 di «fermentazione prolungata» attraverso un sistema di 7 botti utilizzate in precedenza si chiama «que long». Ogni «que long» ha la durata di 7-9 giorni. Questo processo viene ripetuto per ottenere salsa 2 e 3 di «fermentazione prolungata». Infine questi tipi di salsa vengono conservati 
in contenitori.